# Јужни Онтарио
Јужни Онтарио (енгл. Southern Ontario, фр. Sud de l'Ontario), је примарни регион провинције Онтарио у Канади, а други примарни регион је северни Онтарио. Јужни Онтарио је најгушће насељени и најјужнији регион у Канади. Тачна северна граница јужног Онтарија је спорна, међутим, језгро региона се налази јужно од парка Алгонкин, који се налази на прелазу између четинарске шуме северно од Френч ривера и реке Матава и јужне листопадне шуме. Покрива између 14 и 15% провинције, у зависности од укључивања округа Пари Соунд и округа Мускока који такође леже у прелазном подручју између северних и јужних шумских региона. Са више од 12,7 милиона људи, у региону живи отприлике једна трећина становништва Канаде од 35,1 милиона.
Јужни Онтарио се у великој мери разликује од северног Онтарија по томе што има много већу густину насељености, другачију климу и другачију културу од северног. Подељен је на мање подрегије, укључујући Централни Онтарио, Источни Онтарио, Златну потковицу и Југозападни Онтарио.
Језгро јужног Онтарија је део коридора градова Квебек-Виндзор, који се протеже на североисток у јужни Квебек. Прелазно северно подручје овог примарног региона простире се на север до реке Матава и заузима део геолошке провинције Гренвил и Канадског штита која се такође протеже на североисток у јужни Квебек, највећи део северног Онтарија лежи у оквиру Горње геолошке провинције.

## Идентитет Онтарија
Јужни Онтарио се разликује од северног Онтарија јер је далеко гушће насељен и има већину градова, главних путева и институција у провинцији. Северни Онтарио, насупрот томе, садржи више природних ресурса и удаљене дивљине. Иако нема морску обалу, регион има обиље слатководних обала на три Велика језера (Хјурон, Ири и Онтарио), као и мањих језера као што су језеро Симко и језеро Сент Клер. Јужни Онтарио је главни виноградарски регион и произвођач канадских вина.
Док је Јужни Онтарио био део провинције Онтарио од свог оснивања у Конфедерацији 1867. године, претходно формирајући колонију Горње Канаде, велики део Северног Онтарија није постао део Онтарија све до 1912. године.

## Историја Онтарија
Територијални јужни Онтарио су истражили и колонизовали Французи у 17. веку, који су успоставили односе са народом Вајандот Хјурона, са седиштем око области Џорџијанског залива/језера Симко. Други људи који говоре ирокејски на југу били су „Петуни” и „Неутрална нација”, а даље на североистоку, Алгонкини су насељавали подручја горње реке Отаве/Мадаваске долине, а Мисисауге су се преселиле на југ од северног језера Хурон, насељавајући земље у региону језера Каварта и западно од Торонта.
Након Седмогодишњег рата, Британци су преузели контролу над јужним Онтаријем, а веће напоре за колонизацију подстакли су доласком лојалиста Уједињеног царства које је довела Америчка револуција.
Јужни Онтарио је био место где се велики део битака одиграо током рата 1812.  и био је главно одредиште за бекство робова коришћењем подземне железнице.
Након доношења закона о прохибицији у Сједињеним Државама 1919. године, јужни Онтарио је одмах постао легло кријумчарења алкохола преко границе.

## Демографија
Јужни Онтарио је дом за преко 94%, или 12,1 милиона, од укупне популације Онтарија од 12,9 милиона људи (и око 35% укупне популације Канаде), у поређењу са приближно 750.000 у Северном Онтарију. Ово је због многих фактора, укључујући више обрадивог земљишта на југу, његову умеренију климу, добро коришћене транспортне (водене, копнене и ваздушне) руте, близине насељених подручја североистока и средњег запада Сједињених Држава, као и дуга историја раних европских досељеника и колонијализма.
Оригинално, садашња територија Онтарија је била дом домородачких заједница, са бројним нацијама са различитим језицима у време европског контакта. Данас у јужном Онтарију живи преко 200.000 абориџинских Канађана.
Јужни Онтарио су колонизовали Французи и Британци. Након што је ово подручје почело да се развија за насељавава Европљанима, посебно након америчког рата за независност, стигли су и други европски имигранти, са повећаном имиграцијом крајем 19. и почетком 20. века. Од краја 20. века, многи имигранти су дошли из Азије и других делова света. Регион је једна од најбољих дестинација за имигранте широм света, посебно област „Великог Торонта”.

## Клима
Јужни Онтарио има влажну континенталну климу са четири различита годишња доба.. Просечне највише температуре у јулу за регион крећу се између 25 °C (77 °F) до 29 °C (84 °F). Просечна највиша температура у јануару креће се од −6 °C (21 °F) до 0 °C (32 °F). Највиша забележена температура у јужном Онтарију била је 45 °C (113 °F) и 52 °C (126 °F) са хјумидексом. Током захлађења, зимске температуре могу повремено пасти испод −30 °C (−22 °F). Клима која се налази у већини јужног Онтарија спада у подтип климе Дфб и Дфа, много топлија или блажа од северног дела провинције због ниже географске ширине, присуства водених површина и интензивне урбанизације.
Оштре временске прилике нису неуобичајене у региону, током летњих месеци јужни Онтарио је подложан торнадима, али много су чешће штете од јаког ветра, града и локализованих поплава услед јаких олуја са грмљавином. Иако већина торнада ретко проузрокује прекомерну штету, регион је на периферији Алеје торнада и (Ф4) торнада се спуштају сваких неколико деценија изазивајући штету. Јужни Онтарио такође добија остатке урагана, поплаве, ледене олује, јаку маглу, град и мећаве.
Регион има највише слатководним плажа у Канади. Са релативно топлим водама средином лета због веома топлих и влажних летњих месеци са значајном обалом белог песка, главне плаже у региону посећују милиони туриста сваког лета. Најпопуларније плаже су Васага Бич, Гранд Бенд, Сабле Бич и Сандбанкс.
Многи туристи посећују ову област у јесењим месецима да би погледали јарке боје јесењег лишћа.